# 韓国GM
韓国GM（かんこくジーエム, GM Korea）はゼネラルモーターズ子会社の韓国の自動車メーカーで、主にシボレーブランドを使用する。2011年第一四半期にGM大宇自動車技術 (GM Daewoo Auto and Technology) から当社名へ変更すると発表され、2011年3月1日より正式に現在の社名での展開をスタートした。
スローガンは「CHEVROLET FIND NEW ROADS」。

## 概要
2000年に大宇自動車(Daewoo Motors)が経営破綻すると、アメリカ合衆国のゼネラルモーターズ（GM）が旧大宇自動車の大部分を買収し、後に社名が「GM大宇自動車技術（GM大宇オートアンドテクノロジー）」となる。「GMDAT（ジーエムダット）」とも呼ばれる（GMDATはGM Daewoo Auto & Technology Companyの略）。GMグループ内でコンパクトカー・サブコンパクトカーの生産・開発を行っていたが、2009年に親会社のGMが経営破綻の危機に瀕すると、GM大宇もまた、深刻な経営危機に陥っていた。2011年1月には「韓國GM」 (GM Korea) へと改称することが発表された。なお、後述のようにこの会社は大宇の名が使われる以前にGMコリアという社名を使用していた時期があり、皮肉にも今回の大宇の名称が消えた社名変更でまたGMコリアを名乗ることになった。
2000年代のGMは、欧州で販売するシボレーブランドの車種を韓国で生産、輸出して好調な売り上げを記録してきたが、2014年以降、欧州市場のリストラを開始。欧州のシボレーブランドを廃止 してオペルとボクスホールに集約、やがてそれらブランドもPSAへ売却してコンパクトカーの生産から一歩引くこととなった。主力生産車種を失った韓国GMは、工場稼働率が低迷した群山工場の閉鎖を決定。2017年には2兆ウォンの赤字を出すようになったが、労働組合側は賃上げを求めて度重なるストライキで抵抗した。2018年、韓国GMは撤退も視野に入れつつ韓国政府に支援を要求し始めた。

## 歴史
- 1937年 キム・ヤンジョにより、國産自動車(グクサン-、Guksan Automotive。英字資料ではNational Motorとも訳される）が、仁川にて創業。主に貨物自動車の生産に従事[8]。
- 1954年 金昌源（キム・チャンウォン、弟）・金済源（キム・ジェイウォン、兄）兄弟により、新進工業が設立される。創業当初は自動車部品の製造工場であったが、1958年からは朝鮮戦争で米軍により使われたジープの修理や改造に着手し始める[9]。
- 1962年 在日韓国人実業家の朴魯貞（パク・ノジョン）により、"新しい国"を意味するセナラ自動車(de:Saenara Motor Company、새나라자동차）が設立される。朴正煕国家再建最高会議議長(後、大統領)による第一次五カ年計画の一環として韓国政府の支援の下、富平区に年産6000台を見込む新工場を設立[10]。日産自動車と提携し、同年11月よりP312型ブルーバードを「セナラ」の名称でノックダウン生産する[11]。同年、新進工業も事業を拡大し、軍用トラックの部品を流用したマイクロバスの製造に着手、公共交通機関で採用される等の成功を収める[12]。同年、グクサン自動車が倒産。同社の最後の社長であった李敏禹（リ・ミンウ）が金昌源の誘いを受け、新進工業に専務として就任する[13]。
- 1963年5月 セナラ自動車はP312型セナラを2773台生産した段階で経営破綻。原因は韓国政府関係者による中間搾取により、工場の建設費用が当初予定の2倍を超えるほど膨れ上がったこと、当時の韓国国内での販路の脆弱さから、建設費用を販売価格に転嫁できず、政府への借入金の支払いが行えなくなったこと等も一因とされる[14] が、直接的な原因は金鍾泌が関わった後述のセナラ自動車疑惑事件であった。同年11月、新進工業はP312型セナラをデッドコピーする形で新星号の製造を開始する。新星号はセナラの2倍近い価格を設定した上に、エンジン、トランスミッションを始め多くの部品をジープの中古車から流用していたため、セナラと比較しても非常に故障しやすく、1966年の製造終了まで322台しか売れなかった[12][14]。
- 1964年 新進工業が新進自動車（シンジン-、en:Shinjin Motors、신진자동차）と改称。同年10月、同社専務がトヨタ自動車を訪れたことが契機となり、トヨタとの間に技術供与契約の「仮調印」を行う。仮となっているのは同年の段階で日韓間の国交が回復していなかったためとされる[13]。
- 1965年7月 韓国政府は韓国車の部品の国内製造比率を、1967年までに90%以上とすることを目標にした三ヵ年計画を策定。その計画の一環として、新進自動車を小型車生産の独占企業に指定し、旧セナラ自動車の製造施設の買収を働きかけることとなる。同年11月、新進工業がセナラ自動車の製造施設を取得するも、セナラの経営破綻の時点で日産自動車との提携関係が消滅していたため、翌年のトヨタとの提携までの繋ぎとして、新三菱重工業から100台分の"Gold"モデル(三菱・コルト1000の誤読とみられる)のノックダウン生産部品を輸入する。新進によるセナラ買収では韓国政府によるかなり露骨な後押しがあったようで、他の韓国車メーカーからは大いに顰蹙を買ったという[15]。石坂芳男の回想によると、「日韓基本条約締結直後の韓国では外貨が不足していたこともあり、当時経営トップであった弟の社長が病気療養中に、兄の会長が勝手に三菱とのノックダウン契約を決めてしまった。」らしく、これに対してトヨタ自販の神谷正太郎は、元衆議院議員の朴春琴を通じて朴正煕に抗議の書簡を送り、三菱の部品輸入禁止措置を取らせることで、新進に三菱との契約継続を断念させたという。当時のトヨタはセナラのブルーバードのノックダウン生産によって、小型大衆車の海外進出で日産に先行されていたことに焦燥感を抱いており、韓国企業のガバナンスの杜撰さに辟易しながらも、トヨペット・コロナの海外進出のために、政財界からも手を回すなりふり構わぬ手段も用いて交渉を進めていったという[13]。
- 1966年5月 トヨタ自動車と正式に提携開始。クラウン、コロナ、パブリカ、トヨエースをノックダウン生産する。（トヨエースは『エース』の車名で新進ブランドで販売）
- 1972年 トヨタが撤退後、GMが資本参加し、「GMコリア」（GM코리아）に社名変更。シボレー1700（ホールデン・トラーナがベース）やレコード1900、ロイヤル（オペル･レコルトDがベース）をノックダウン生産する。
- 1976年 韓国産業銀行がGMコリアの持ち株を購入し、セハン自動車（セハン-、en:Saehan Motors、새한자동차、Saehan Motor Company）に社名変更。いすゞ・ジェミニ、いすゞ・エルフをノックダウン生産する。
- 1978年7月 大宇財閥が産業銀行から持ち株を購入、セハン自動車は大宇傘下に入る。
- 1983年 韓国の大宇財閥が資本参加し、社名を大宇自動車(デーウ-、en:Daewoo Motors)に変更する。GMとの提携は続き、ルマン（オペル・カデット）、ローヤル（オペル・レコルトE）などを生産する。
- 1986年 富平第1工場が新たに建設。従来の富平工場は富平第2工場となる[16]。
- 1991年 スズキ・アルト（3代目）を「ティコ」の車名で生産。本国では国民車として税金が優遇された。
- 1990年代中盤 ホンダと技術提携。アカディア（2代目レジェンド）をノックダウン生産する。
- 1997年 雙龍自動車を買収する。以後、雙龍の車種は大宇が2000年に経営破綻するまで大宇ブランドでも販売される。
- 1998年 コンパクトカーマティスがヨーロッパを中心に売れ、経済危機に陥った韓国でも価格の安さで大ヒットする。
- 2000年 大宇自動車が経営破綻。
- 2002年 GMが旧大宇自動車の大部分を買収して「GM大宇自動車技術」を発足させる。また旧大宇自動車のトラック部門とバス部門がそれぞれ「大宇商用車」（後にインドのタタ・モーターズに買収されて「タタ大宇商用車」となる）、「大宇バス」として分離独立する。
- 2004年 海外市場では自動車販売ブランドとしてのDaewooの名前が消えてChevrolet （シボレー）となる(韓国国内では引き続きDaewooブランドで発売。日本に輸入されているマティスについても引き続きDaewooブランドで発売されていた)。よってDaewoo MatizはChevrolet Matizに変更となる。なお、ラセッティは国によってブランドを換えて販売している（欧州、日本およびアジア諸国：シボレー、北米：スズキ、豪州：ホールデン、中国：ビュイック）。
- 2006年7月 海外市場での販売台数が初めてヒョンデを上回る。これは現代自動車でのストライキによる生産停止と、新型SUVの売れ行きが好調だったことによる。
- 2011年1月19日 - GMは韓国市場において大宇ブランドを廃止し、今後導入する新車をシボレーブランドとすることを正式に発表した。シボレーのハングル表記が시보레から쉐보레に変更された。また、これに伴いGM大宇自動車技術の社名も「韓国GM」に変更となる。また、社名変更を機にコルベットやカマロも夏期までに導入する[1][17][18]。GMは高級車の「アルフェオン」と軽商用車の「ダマス」「ラボ」については、今後もシボレーブランドを冠せず独立ブランドで市場に投入することを伝えている[19]。
- 2011年3月1日 - 社名変更。以降に登場する車種ならびに一部既存車種は上述の「アルフェオン」「ダマス/ラボ」以外の全車種をシボレーブランドに切り替えて発売する。また、カマロとコルベットに加え、クルーズ（旧車名：ラセッティプレミア）ベースのミニバン「オーランド」を発売することも発表された。シボレーの販売台数は約500万台/2013年、韓国GMでの生産台数は約90万台/年
- 2013年12月6日 - GMは2015年末で欧州での「シボレー」の販売を終了して、「オペル」と「ボクソール」に資源を集中すると発表。韓国GMの生産車種は90%以上がシボレーブランド。2012年、韓国GMが欧州に輸出したのは18万6000台だった[20][21]。
- 2017年 - 主要株主である韓国産業銀行がGMに対して2002年に結んでいた、資産処分などに関する特別決議拒否権の行使を可能にする契約が時効を迎えた。GM側の資産処分などの裁量権が拡大した[22]。
- 2018年2月 - GMは群山工場について稼働率が20%以下に落ち込んでいるため、5月までに閉鎖する予定と発表[23]。4月5日、成果給を支払いをめぐり経営陣と対立していた労働組合員が社長室に乱入して占拠。鉄パイプを使用して机などを破壊した[24][25]。これを受けてGM米国本社は、全役員および社員に対し韓国への出張を禁止するとともに、同月20日までに労使案件が合意しないのであれば法定管理（企業再建手続。日本の会社更生法に相当）の申請を行うことを表明した[26]。4月20日の労使交渉は決裂し、法定管理の申請は23日の取締役会で改めて議論することとした[27]。4月23日、労使交渉により労使間に暫定合意がされ、法定管理の申請は見送られた[28]。5月10日、韓国政府とGMは韓国GMの経営再建で合意した。議決権のない優先株などで合わせて71億5000万ドルを資金支援する[29]。5月31日、群山工場を閉鎖した[30]。
- 2019年8月21日 - GM海外事業部門の役員が訪韓して韓国GM役員および労組委員長とそれぞれ会談。「韓国GMの労働組合がストを継続すれば、生産量の一部を他国に移転する」と警告した[31]。
- 2019年9月9日-9月11日 - 労働組合が国内全工場で全面ストライキに突入。1997年以来22年ぶり[32]。
- 2020年7月 - カハー・カゼム社長が違法派遣の疑いで検察に起訴され、出国禁止となった[33]。
- 2020年10月30日 - 再び労働組合が部分ストライキに突入。同年11月20日まで続くストライキの影響は約2万台の生産に及ぶ見込みと報じられた[34]。
- 2022年11月 - 富平第2工場を閉鎖[16]。

## 生産拠点
大韓民国
- 富平（仁川）工場：自動車の組立およびガソリン/LPGエンジンの製造（生産能力：年44万台）
- 昌原工場：自動車の組立及びガソリン/LPGエンジンの製造（生産能力：年21万台）
- 保寧工場：トランスミッション及びエンジン部品の製造

ベトナム
- VIDAMCO (Vietnam-Daewoo Motor Company) ：自動車の組立（生産能力：年1.1万台）

### 閉鎖された生産拠点
- 群山工場：自動車の組立及びディーゼルエンジンの製造（生産能力：年26万台） - 工場は、2018年5月に閉鎖。2019年6月にMSオートテックへ売却[35]。

## 車種一覧
2023年5月現在。

### 韓国生産車
- シボレー・トレイルブレイザー（中型クロスオーバーSUV）
- シボレー・トラックス（小型クロスオーバーSUV）
- ビュイック・アンコール GX（小型クロスオーバーSUV、輸出向けのみ）
- ビュイック・エンビスタ（小型クロスオーバーSUV、輸出向けのみ）

### 輸入車
- シボレー・エクイノックス
- シボレー・トラバース
- シボレー・タホ
- シボレー・コロラド
- シボレー・ボルトEV

など

## 過去の生産車種一覧

### セナラ自動車時代の生産車種

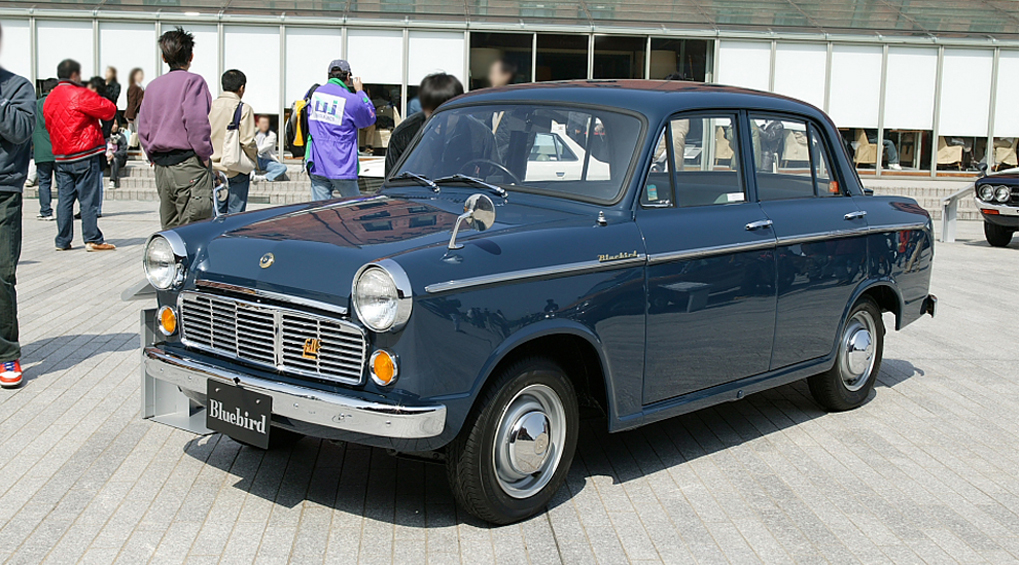
セナラ自動車がライセンス生産した日産・ブルーバード
（写真は日産製）

- ブルーバード - 日産・ブルーバード310型系のライセンス生産車

### 新進自動車時代の生産車種

#### 乗用車

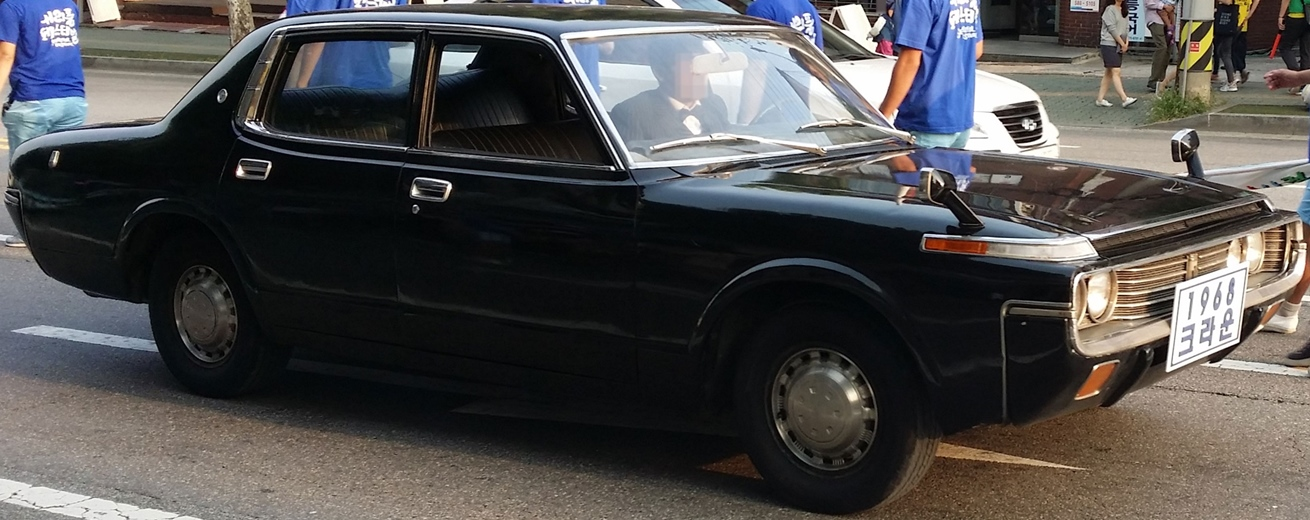
いわゆる｢クジラクラウン｣をライセンス生産した新進・クラウン(2015年撮影)

- 新星号 - 6人乗り大型高級セダン。セナラ・ブルーバードをデッドコピーしたボディとシャシに、中古ジープから流用したパワートレインを組み合わせたもの。
- パブリカ - 初代トヨタ・パブリカ（P20系）のライセンス生産車。
- コロナ - 3代目/4代目トヨペット・コロナのライセンス生産車。
- クラウン - 2代目/3代目/4代目トヨペット・クラウンのライセンス生産車。

#### バス
- 新進・マイクロバス - 新進自動車初のバス車両で、韓国のバス会社に多数納入された。しかしシャシとパワートレインが自製できなかったため、トヨペット・SKB型トラックのシャシに自製ボディを架装する形が採られている。
- FB100LK - マイクロバスの成功後、韓国内の大型バス市場の開拓のために作られた車体。いすゞ・BA20型バスをベースに軍用車のパワートレインを搭載した構成となっている。リアエンジン車かフロントエンジン・キャブオーバー車が選択でき、韓国内ではベストセラーとなった。
- DB102LC - FB100LKの後継車。トヨタ・FB/DB型バスのパワートレインとシャシに自製ボディを架装する形が採られている。フロントエンジン・キャブオーバー車のみ。
- RC420TP - 京釜高速道路の開通に伴い製造された高速バス。日野・RC300P型高速バスのライセンス生産。

#### トラック

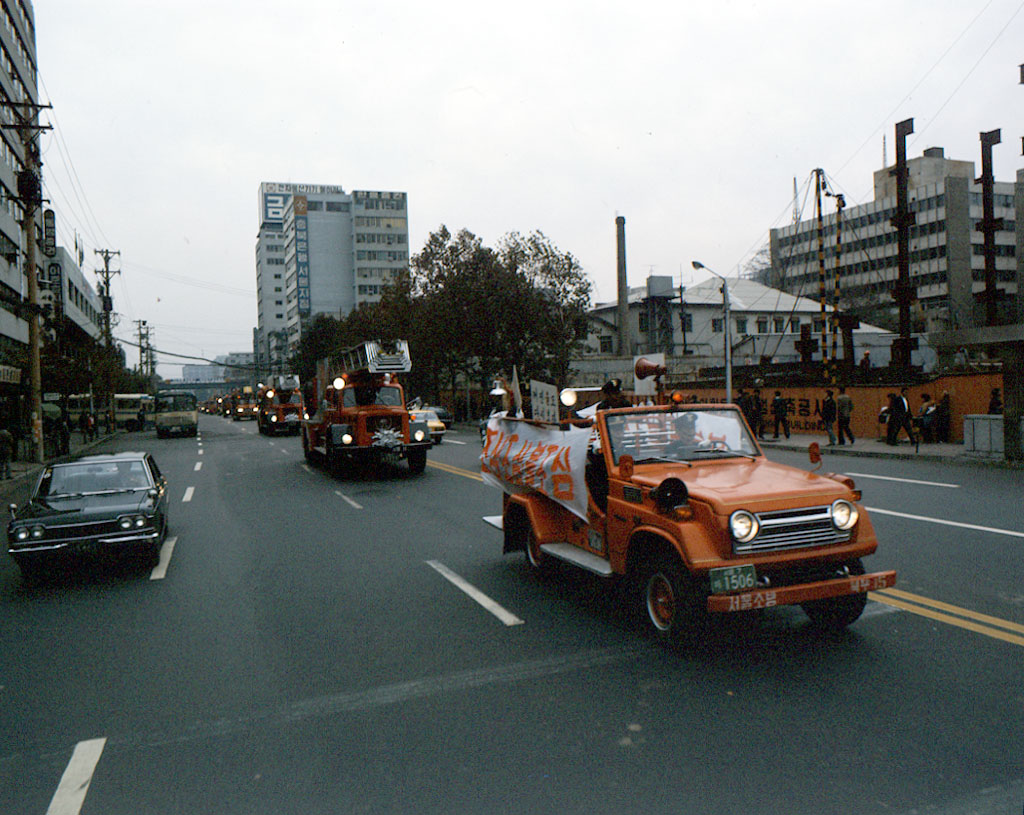
新進自動車がライセンス生産したトヨタ・ランドクルーザー（J55型）やボンネット型消防車（1977年撮影）

- エース - トヨタ・トヨエースのライセンス生産車。
- ランドクルーザー・ピックアップ - トヨタ・ランドクルーザーJ40系のライセンス生産車。
- カーゴトラック - トヨタ・FA/DA型トラックのライセンス生産車で、韓国内でも「トヨタ・ボンネットトラック」の愛称で呼ばれており、消防車として多数が販売された。
- ダンプトラック - 日野・T♯型ダンプトラックのライセンス生産車で、韓国内でも「ヒノ・ボンネットトラック」の愛称で呼ばれていた。
- 6.5トン・カーゴトラック - 前2軸・後1軸レイアウトが特徴の日野・TC型トラックのライセンス生産車で、高速道路を利用する運輸業者を主要顧客として販売された。韓国初のキャブオーバートラックとして人気を博した。
- ジープ - アメリカン・モーターズ製ジープ・CJ（英語版）のライセンス生産車。

### GMコリア時代の生産車種

#### 乗用車

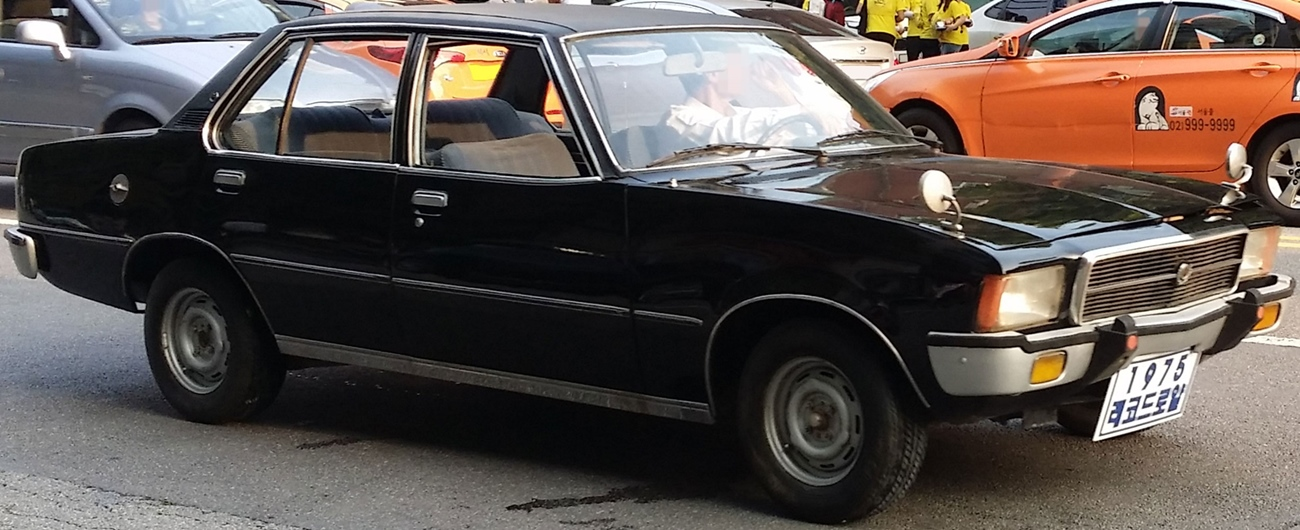
GMコリアがライセンス生産したレコード・ローヤル

- シボレー1700/GMコリア・カミーナ（LJ型ホールデン・トラーナ（英語版）のライセンス生産車）
- レコード1900/レコード・ローヤル（オペル・レコルトDのライセンス生産車）

#### トラック

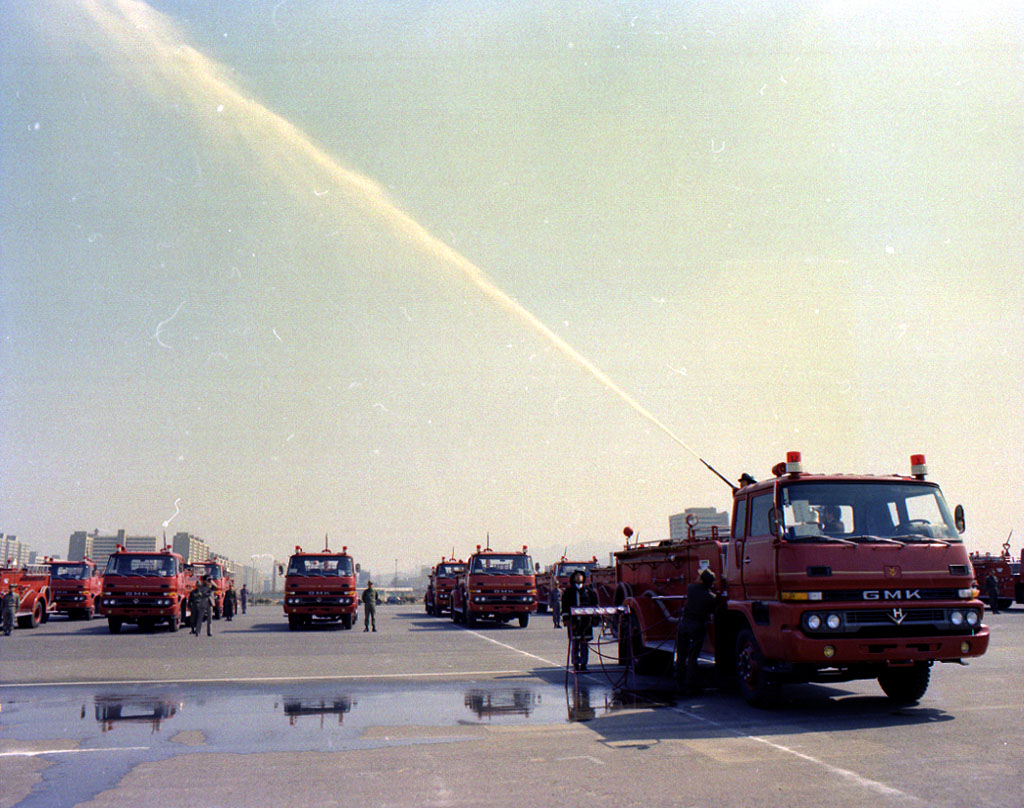
GMコリアがライセンス生産したいすゞ・SRZ型11トントラック(初期)の消防車(1977年撮影)

- セマウル・ピックアップ（シボレー1700のシャーシとパワートレインを流用する形で製造されたピックアップトラック[36]。）
- シボレー・6.5トン・カーゴトラック（いすゞ・TDX50E型キャブオーバートラックのライセンス生産車。GMコリア初の大型トラックでいすゞ製V型8気筒搭載。）
- シボレー・11トン・カーゴトラック（いすゞ・SRZ型キャブオーバートラックのライセンス生産車。当初はいすゞ製V型8気筒が搭載されたが、セハン自動車時代はMAN製D0846HM型直列6気筒に換装され、大宇時代はD2848カーゴトラックの名称で販売された。）
- シボレー・10.5トン・ダンプトラック（いすゞ・TDX型ボンネットダンプのライセンス生産車。11トンカーゴと同様にセハン自動車時代はMAN製D0846HM型直列6気筒に換装され、大宇時代はD2848ダンプトラックの名称で販売された。）
- GMC・トラクター（GMC・9500型トラクター・トラック（英語版）のライセンス生産車。デトロイト・ディーゼル製8V71（英語版）型ユニフロー・ディーゼルを搭載し、34トンのトレーラーを牽引した。）
- ジープ（新進時代と同じ車種。）

### セハン自動車時代の生産車種

#### 乗用車
- カミーナ（GMコリア時代と同じ車種）

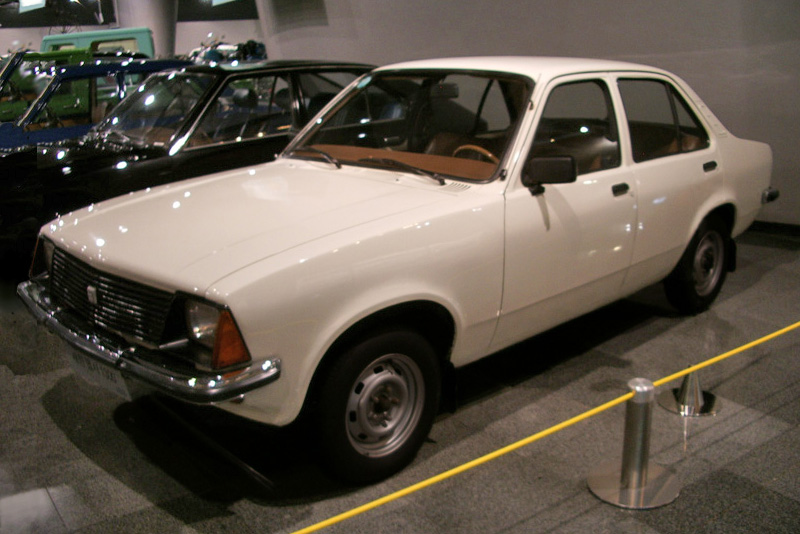
セハン自動車でライセンス生産されたPF50型いすゞ・ジェミニ(1982年式セハン・メプシ、2008年撮影)

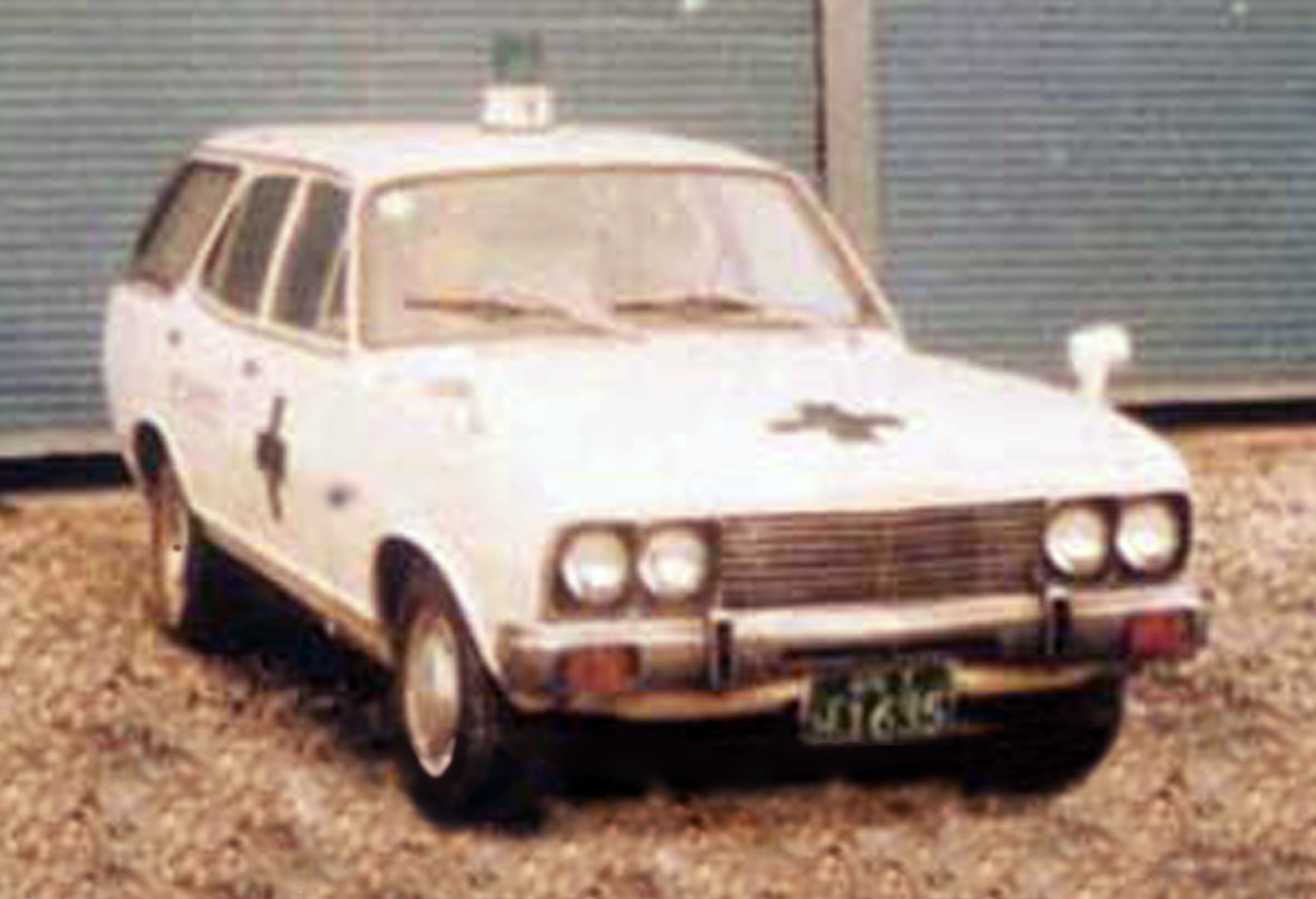
セハン自動車でライセンス生産されたホールデン・トラーナの消防指揮車(1982年式セハン・カミーナ、2011年撮影)

- ジェミニ（初代いすゞジェミニ/オペル・カデットのライセンス生産車）
- メプシ（セハン・ジェミニのマイナーチェンジ版）
- レコード/レコード・ローヤル（GMコリア時代のレコード・ローヤルと同じ車種）
- ローヤル・ディーゼル/オートマチック/サルーン（オペル・レコルトがベースの中型セダン。1978年登場の2代目はレコルトEのボディにセネターAのフロントフェイスを顔面スワップしたような外見である。）

#### バス
- BU101（いすゞ・BU型バスのライセンス生産車）
- BF101/BD101（いすゞ・BF/BD型バスのライセンス生産車）
- BL064（いすゞ・ジャーニーMのライセンス生産車）

#### トラック
- マックス（メプシをベースにした0.85tピックアップトラック）
- エルフ（いすゞ・エルフのライセンス生産車）
- 8トン・ダンプトラック（いすゞ・TXD型ダンプトラックのライセンス生産車。フロントグリルにはGMコリア時代の「GMK」ロゴに代わり、「SMC」ロゴが用いられている。）
- 11トン・カーゴトラック（GMコリア時代と同じ車種）
- ジープ（アメリカン・モータース製ジープのライセンス生産車）

### 大宇自動車設立以後の生産車種

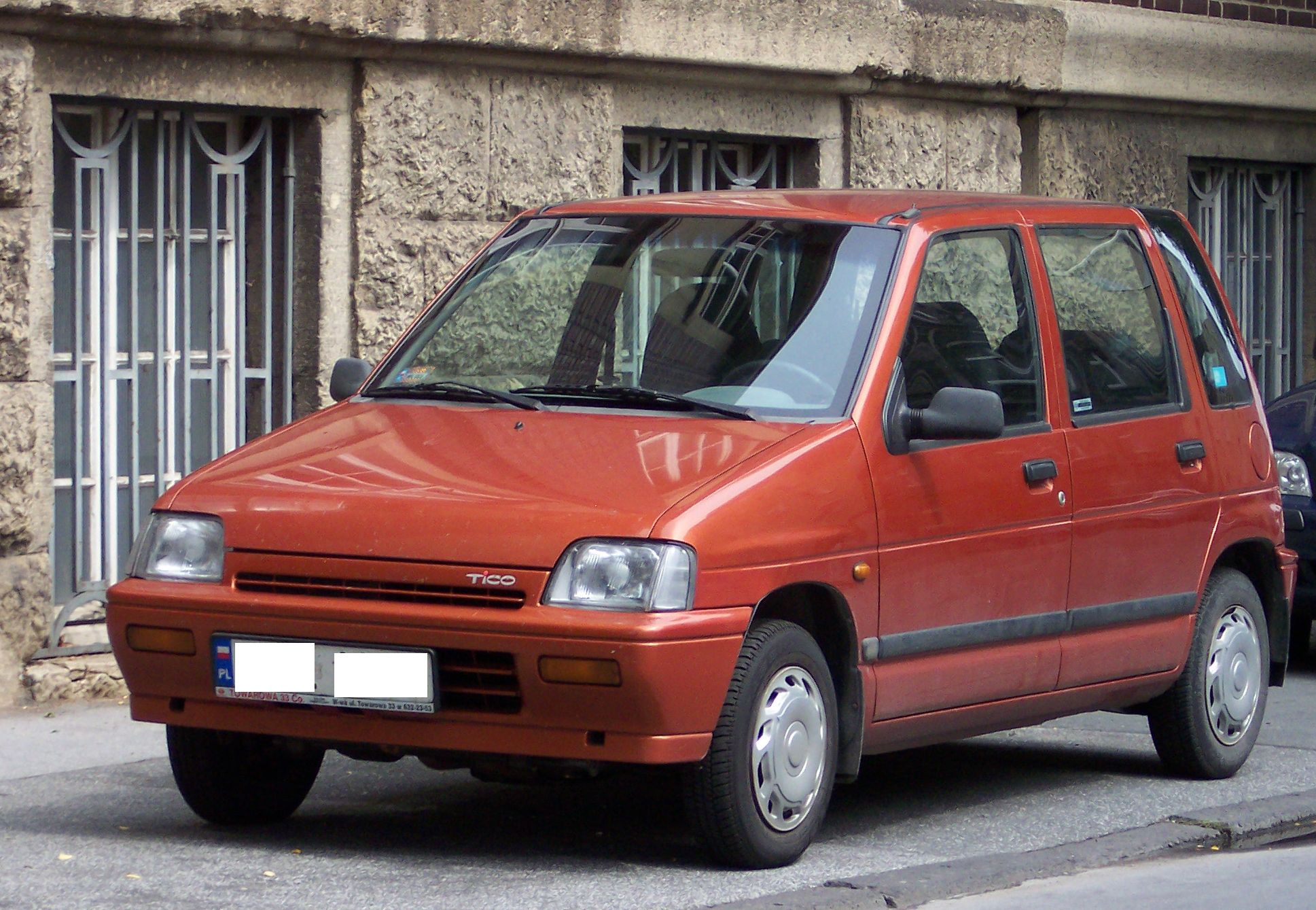
ティコ

- メプシ（セハン・ジェミニのマイナーチェンジ版）
- メプシーナ（ジェミニ/メプシのマイナーチェンジ版）
- ルマン（オペル・カデットがベース。ポンティアックブランドでアメリカ合衆国やニュージーランドにも輸出された）
- シエロ（オペル・カデットがベース）
- ネクシア（シエロの5ドアハッチバック）
- ラノス（サブコンパクトセダン）
- ラノスロミオ（ラノスの3ドアハッチバック）
- ラノスジュリエット（ラノスの5ドアハッチバック）
- ラノスⅡ（ラノスのMC版）
- エスペロ（小型セダン。ベルトーネがデザイン）
- ヌビラ（小型セダン。シエロ/ネクシアの後継車）
- ヌビラⅡ（ヌビラのMC版）
- ローヤル/ローヤルサロン（オペル・レコルトがベースの中型セダン。ローヤルサロンは当時のトヨタ・クラウンに酷似していた）
- プリンス/ローヤルプリンス（オペル・レコルトがベースの中型セダン）
- レガンザ（中型セダン。エスペロ/プリンスの後継車）
- スーパーサロン（プリンスがベースの高級セダン）
- インペリアル（プリンスがベースの大型高級セダン）
- アカディア（ホンダ・レジェンドのライセンス生産車）
- バネット（日産・バネットのライセンス生産車）

### 大宇国民車の生産車種
- ティコ（3代目スズキ・アルトがベース）

### GM大宇に社名が変更されて以降生産が終了した車種
- ステーツマン（大型セダン。豪州ホールデン・ステーツマンからのOEM供給）
- レッツォ/タクマ（小型MPV）
- マグナス（中型セダン）
- ラセッティ（小型セダン/ステーションワゴン）
- ラセッティ5/ラセッティEX（小型ハッチバック）
- G2X（サターンスカイのバッジエンジニアリング車、北米生産。車名はGo to（＝2） Extreme（＝Xterme）の頭文字）
- ベリタス（中国版ビュイック・パークアベニュー／ホールデン・ステーツマンのGM大宇仕様）
- ウインストームMAXX（中型SUV）
- トスカ（中型セダン）

### 韓国GMに社名が変更されて以降生産が終了した車種
★は輸入車。
- アルフェオン（準大型高級セダン。ビュイック・ラクロスの韓国GM仕様）
- アベオHB（サブコンパクトカー。旧車名：ジェントラX）
- アベオセダン（カロス後継のサブコンパクトセダン。旧車名：ジェントラ）
- クルーズ（ラセッティの後継車である準中型セダン。旧車名：ラセッティ/ラセッティプレミア）*クルーズ5（クルーズの5ドアハッチバック版）
- キャプティバ（中型クロスオーバーSUV。旧車名：ウィンストーム）
- オーランド（クルーズがベースのミニバン）
- ボルト　★
- インパラ　★
- ダマス（小型1BOX。スズキ・エブリイがベース）[37]
- ラボ（小型トラック。スズキ・キャリイがベース）
- スパーク（コンパクトカー。旧車名：マティス）
- マリブ（中型セダン）
- カマロ　★

### サンヨン自動車（現・KGモビリティ）の生産車種
- ムッソー
- コランド
- イスタナ
- チェアマン

## 日本メーカーとの提携
設立当初のセナラ自動車時代は日産自動車と提携しブルーバードを生産、新進自動車時代はトヨタ自動車と提携しクラウン、コロナ、パブリカなどを生産。GMコリア/セハン自動車/大宇自動車の時代はGMと関係が深い日本のメーカーの車種を生産。いすゞ自動車のエルフ、ジェミニやスズキのアルト、キャリイを生産していた。また非GM系メーカーの車種も生産、2代目ホンダ・レジェンドや日産・バネットがあった。

## 「セナラ自動車（現、韓国GM）疑惑事件」
1961年の朴正煕軍事クーデターの後、韓国経済復興策の一つとして、韓国を代表する自動車産業を育成しようという国策により、当時のKCIA（韓国中央情報部）部長の金鍾泌から協力要請を受けた在日韓国人実業家、朴魯貞（ホテル経営など。後妻は金剛山国際グループのマダム・パクこと朴敬允）が日本の日産自動車の部品を使ったノックダウン（現地組立て）の自動車会社「セナラ自動車」を設立。ところが、韓国初の自動車会社だったセナラ自動車は金鐘泌の資金源として利用される。ノックダウンの車は生産コストの安さから価格操作を行いやすいため、セナラの車にも金鐘泌の取り分が上乗せされた。金鐘泌は配分増加や企業献金を強引に要求し、朴がこれを拒絶すると彼のパスポートを取り上げ、拘束し、拷問にかけた。朴は傷だらけで釜山港から漁船に隠れ、密入国で日本へ逃亡。事件後に韓国入国禁止となった。
セナラ自動車はこの事件の後に経営破綻し廃業となる。朴自身は入国禁止が解けた後、再び韓国に渡り現地で1987年に死亡。およそ350億円の遺産を残す。
この事件は企業と政府の癒着疑惑として韓国では社会問題となった。

## その他
- 韓国ドラマ「パリの恋人」に登場する「GD自動車」はGM大宇がモデルとされている。
- アメリカ映画「TAXI NY」ではラノスのハッチバックと思われる車が出てくる（このハッチバックのことをベル（主人公）が"大宇"と言っている。「こんなクルマ乗れるか」というニュアンスが含まれる）。